# Aéroport de Dali
L'aéroport de Dali (大理机场/大理機場/Dàlǐ Jīchǎng) (code IATA : DLU • code OACI : ZPDL) est un aéroport desservant la ville de Dali, dans la province du Yunnan, en Chine.

## Compagnies aériennes et destinations
| Compagnies                                           | Destinations |
| ---------------------------------------------------- | --- |
| Air China                                            | Pékin-Capitale, Chengdu-Shuangliu |
| Beijing Capital Airlines                             | Xi'an-Xianyang, Zhengzhou |
| China Eastern Airlines                               | Pékin-Capitale, Changsha, Chengdu-Shuangliu, Canton-Baiyun, Hangzhou-Xiaoshan, Kunming-Changshui, Nankin, Shanghai-Hongqiao, Shenzhen-Bao'an, Tianjin Binhai, Jinghong Xishuangbanna Gasa |
| China Southern Airlines                              | Canton-Baiyun, Kunming-Changshui |
| China Southern Airlines opéré par Chongqing Airlines | Chongqing-Jiangbei, Yibin Wuliangye (en) |
| Lucky Air                                            | Chengdu-Shuangliu, Kunming-Changshui, Jinghong Xishuangbanna Gasa |

Édité le 03/02/2018